# Johannes Harneit

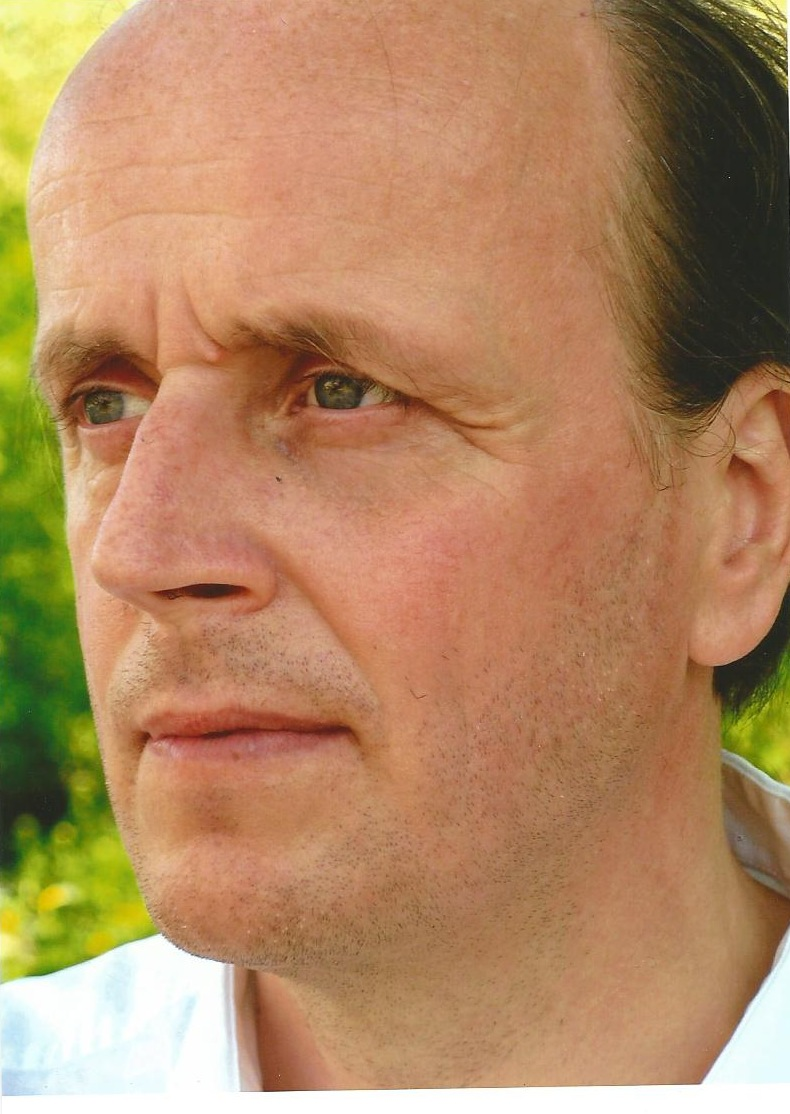
Johannes Harneit (2011)

Johannes Harneit (* 16. März 1963 in Hamburg) ist ein deutscher Komponist, Dirigent und Pianist.

## Leben und Tätigkeit
Johannes Harneit studierte an der Hochschule für Musik und Theater Hamburg Komposition bei Günther Friedrichs und György Ligeti und Dirigieren bei Klauspeter Seibel. Während des Studiums konzipierte er zusammen mit dem dänischen Komponisten Matthias Ronnefeld Programmreihen zur Klassik und Moderne und leitete zahlreiche Konzerte auf dem Veranstaltungsort Kampnagel in Hamburg. Harneit dirigierte Uraufführungen an der Bayerischen Staatsoper, am Theater Bremen sowie auf zahlreichen Musikfestivals und spezialisierte sich auf zeitgenössische Musik und Neues Musiktheater.
Seit den 1990er Jahren nimmt Harneit Engagements als Dirigent an nationalen und internationalen Opernhäusern wahr. Dabei war er ab 1992 Studienleiter und Kapellmeister am Oldenburgischen Staatstheater und ab 1996 an den Wuppertaler Bühnen und am Musiktheater im Revier in Gelsenkirchen engagiert. Zur Spielzeit 2001/02 wechselte er an die Staatsoper Hannover, wo er bis 2006 als Musikdirektor wirkte. Hier dirigierte unter anderem Luigi Nonos Oper Unter der großen Sonne von Liebe beladen (Regie: Peter Konwitschny). Harneit gastierte am Theater Basel, am Teatro La Fenice in Venedig, am Deutschen Nationaltheater Weimar und am Opernhaus Leipzig. Als Chefdirigent am Nationaltheater Belgrad dirigierte er alle großen Opern von Mozart, Verdi, Puccini und Richard Strauss.
Für den Faust am Schauspielhaus Graz in der Inszenierung von Peter Konwitschny steuerte Harneit die Bühnenmusik bei. Die Premiere fand am 15. Dezember 2012 statt.
Als Konzertdirigent arbeitete Harneit mit einer Reihe renommierter Orchester, so mit dem WDR Rundfunkorchester Köln, dem Radio-Sinfonieorchester Stuttgart, der NDR Radiophilharmonie Hannover, der Staatskapelle Weimar und dem SWR Sinfonieorchester Baden-Baden und Freiburg. Im Ausland gastierte Harneit in Kopenhagen (Dänisches Rundfunkorchester), Budapest (Radiosinfonieorchester) und Kairo (Kairo Symphony Orchester), sowie mit dem Hannoveraner Ensemble, beim Edinburgh Festival. Seit Herbst 2003 ist Johannes Harneit Chefdirigent der Sinfonietta Leipzig.
In den Jahren 2011 und 2012 übernahm er die Leitung des LandesJugendEnsembles für Neue Musik in Schleswig-Holstein, wo er mit talentierten Nachwuchsmusikern arbeitete.
Harneit erhielt Kompositionsaufträge unter anderem von der Hamburgischen Staatsoper, der Alten Oper Frankfurt, dem Scharoun-Ensemble und dem Beethovenfest Bonn sowie vom Schauspielhaus Zürich und der Staatsoper Hannover. Von Anfang September 2008 bis Ende Dezember 2011 komponierte er für die Oper Leipzig zwei Opern nach Texten des ostdeutschen Künstlers Gero Troike („Abends am Fluss“ und „Hochwasser“, Kompositionsauftrag der Oper Leipzig). 2013–14 folgte die Oper für Kinder und Erwachsene "Alice im Wunderland", die als Auftragswerk für den Kinderchor von Theater & Philharmonie Thüringen im April 2015 in Gera uraufgeführt wurde. Seit 2001 werden die Werke Harneits von der Verlagsgruppe Sikorski verlegt.
In der Spielzeit 2014/2015 war Harneit „Komponist für Heidelberg“ am Theater und Orchester Heidelberg.

## Werke

### Orchesterwerke
- Konzert für Violine und Orchester (UA 2000, Solist: Christian Tetzlaff)
- Konzertstücke II für acht Instrumente (2000)
- 3 Intermezzi per Le quattro stagioni di Antonio Vivaldi (2002)
- Exposition für Orchester (2002)
- In vain oder Reproduktion verboten (2002, Gemeinschaftsproduktion mit Anna Viebrock unter Mitwirkung von Jochen Neurath, Kay Iwo Nowáck, Sylvain Cambreling und des Klangforums Wien)
- Schwingen für Orchester (2003)
- X für drei unsichtbare Orchester (2003)
- Rendezvous für Orchester (2003)
- Konzert für Cello und Orchester (2006)
- Beethoven-Skizzen für Kammerorchester (2006)
- Die Sieben Letzten Worte Bearbeitung des gleichnamigen Werks von Joseph Haydn für Kammerorchester (2014)
- Symphonie (2015)
- Gate to the World für Orchester (2016)
- Hamburg Bridges für Orchester (2016)
- Spiritual Spaces für Orchester (2016)
- Piano Concerto geschrieben für das Ensemble Resonanz (2017)
- Sinfonische Spiegel (2017)

### Vokalmusik
- idiot Kammeroper nach Texten von Konrad Bayer für Sprechstimmen, Tenor, Mezzosopran, Chor (1987, UA 2001)
- Sechs Stücke nach Hölderlin für Singstimme und Tasteninstrumente (1991)
- Robert-Walser-Lieder für Frauen- und Männerstimme und Klavier (1991)
- Blütenstaub Kantate für hohen Sopran, tiefen Bass, gem. Chöre, Kinderchöre und großes Orchester nach Novalis (1994)
- Schnee Kantate für Knabenstimme, Mezzosopran, Bass und kleines Orchester (1999)
- Mattina (Intermezzo per Claudio Monteverdi) für sechs Stimmen und Kammerorchester (2001)
- III. KANTATE nach Texten von Johannes Baader und Adolf Wölfli für Sopran, verstimmte Instrumente und zwei Sprechstimmen (2001)
- Der jüngste Tag ist jetzt Szenisches Requiem für 16 Sänger (Sopran, Alt, Tenor, Bass und 12 Choristen) und 16 Instrumentalisten (2003)
- Kanons nach Robert Walser für Singstimmen und Klavier (2003)
- Räuber Musiktheater von Torsten Beyer nach Robert Walser für Sopran, Klavier, Tänzerin und Zuspielband (2005)
- Sternsänge für Bariton und Klavier auf Texte von Jürg Laederach (2014)
- Alice im Wunderland Oper für Kinder und Erwachsene, nach Lewis Carroll, Libretto: Lis Arends (Uraufführung 2015)
- Hochwasser – zwei Koffer im Keller Kammeroper von Gero Troike (Uraufführung 2015)
- Ein grünes Blatt für Sopran und Klavier nach dem gleichnamigen Gedicht von Theodor Storm
- Lied des Harfenmädchens für Sopran und Klavier nach dem gleichnamigen Gedicht von Theodor Storm 2017

### Ensemblewerke und Kammermusik
- Trio für Violine, Violoncello und Pianoforte (1983/rev. 1984)
- Duett für Violine und Klavier [Prima Parte] (1988)
- Konzertstücke für Bratsche, Klavier und acht subdominante Instrumente (1990)
- Sonate für 19 Solostreicher (1993/rev. 1995)
- Zwölf Sätze für Streicher nach den „Petits Chorals“ von Eric Satie für Streicher (1995)
- Bläserquintett (1998/rev.2001)
- Ottetto für acht Instrumente (2000)
- Roman für Klavier und zwei Schlagzeuger (2000)
- Duett für Violine und Klavier [Seconda Parte] (2002)
- Koloratur Joseph Haydns Sechs Esterhazy Sonaten Hob XVI Nr. 21–26 für Klavier und Ensemble (2002)
- Triptychon (13 × 3) (2003)
- Ohne Leben Tod 26 Choräle für Kammerensemble nach „Sexcenta Monodistichia Sapientum“ von Daniel Czepko von Reigersfeld (2004)
- Doubles für Kammerensemble (2005)

Beschreibungen nach dem Werkverzeichnis Johannes Harneit (PDF) von Sikorski.